# Jean-Yves Lacoste
Ne doit pas être confondu avec Jean Lacoste ou Yves Lacoste.
Pour les articles homonymes, voir Lacoste.
Jean-Yves Lacoste est un philosophe et théologien français, né le 3 juin 1953.

## Biographie
Jean-Yves Lacoste est ancien élève de l'École normale supérieure (promotion 1972), agrégé de philosophie, et titulaire d'un doctorat en philosophie et en théologie.
Il a été professeur invité à l'Université de Chicago et à l'Université de Virginie.
Lacoste est l'un des nombreux théologiens et philosophes souvent associés à ce que Dominique Janicaud a appelé de façon polémique le « tournant théologique de la phénoménologie française » – y compris Jean-Luc Marion, Rémi Brague, Michel Henry, Jean-François Courtine. Lacoste, comme beaucoup de ces auteurs, a travaillé à partir de l’œuvre de Husserl et de Heidegger, et s'est intéressé aux questions de Dieu, de l'Être, et de l'émergence de l'onto-théologie.
Il a été l'auteur et directeur d'une importante encyclopédie, le Dictionnaire critique de théologie aux PUF, faisant autorité sur toutes les recherches liées aux concepts religieux et à la théologie chrétienne.
En 2019, il reçoit le prix du Cardinal-Grente.